# 福建等处承宣布政使司
福建等處承宣布政使司，简称福建布政司，是明朝在福建地区设立的一级行政区。洪武九年（1376年），改福建等处行中书省（1645年）置；南明隆武元年，升格為“福京”。下辖8府、1直隶州、57县。
布政使司衙门驻福州府。

## 沿革
吴元年十二月（1367年12月22日—1368年1月19日），福州路、邵武路分别改置为福州府、邵武府。洪武元年（1368年），泉州路、建宁路、延平路、汀州路、兴化路、漳州路分别改置为泉州府、建宁府、延平府、汀州府、兴化府、漳州府。洪武二年（1369年）五月，置福建等处行中书省，治福州府，辖福州府、泉州府、建宁府、延平府、邵武府、汀州府、兴化府、漳州府。洪武九年（1376年）六月，福建行省改置为福建等處承宣布政使司。成化九年（1473年），福宁州升为福宁直隶州。隆武元年（1645年），唐王朱聿键在福州称帝，改福建等处承宣布政使司为“福京”，改福州府为天兴府。

## 辖区

### 福州府
元朝福州府为福州路。吴元年（1367年），福州路被改置为福州府，洪武二年（1369年），属行省。自洪武十二年（1379年）起，府署驻闽县、候官縣、怀安县，万历八年（1580年）怀安县被撤销，并入侯官县，自此府署驻闽县、侯官县。隆武元年（1645年）被更名为天兴府，并被定为福京。
府直属县：闽县、侯官县、怀安县、长乐县、福清县、连江县、罗源县、古田县、屏南县、闽清县、永福县

### 兴化府
元朝兴化府为兴化路。洪武元年（1368年）兴化路被改置为兴化府，二年（1369年）属行省。府署驻莆田县。
府直属县：莆田县、仙游县、兴化县

### 建宁府
元朝建宁府为建宁路。洪武元年（1368年）建宁路被改置为建宁府，二年（1369年）属行省。府署驻建安县、瓯宁县。
府直属县：建安县、瓯宁县、建阳县、崇安县、浦城县、松溪县、政和县、寿宁县

### 延平府
元朝延平府为延平路。洪武元年（1368年）延平路被改置为延平府，二年（1369年）属行省。府署驻南平县。
府直属县：南平县、将乐县、沙县、尤溪县、顺昌县、永安县、大田县

### 汀州府
元朝汀州府为汀州路。洪武元年（1368年）汀州路被改置为汀州府，二年（1369年）改属行省。府署驻长汀县。
府直属县：长汀县、宁化县、上杭县、武平县、清流县、连城县、归化县、永定县

### 邵武府
元朝邵武府为邵武路。吴元年（1367年）邵武路被改置为邵武府，洪武二年（1369年）属行省。府署驻邵武县。
府直属县：邵武县、光泽县、泰宁县、建宁县

### 泉州府
元朝泉州府为泉州路。洪武元年（1368年）泉州路被改置为泉州府，二年（1369年）属行省。府署驻晋江县。
府直属县：晋江县、南安县、同安县、惠安县、安溪县、永春县、德化县

### 漳州府
元朝漳州府为漳州路。洪武元年（1368年）漳州路被改置为漳州府，二年（1369年）属行省。府署驻龙溪县。
府直属县：龙溪县、漳浦县、龙岩县、长泰县、南靖县、漳平县、平和县、诏安县、海澄县、宁洋县

### 福宁州
元朝福宁州属福州路。洪武二年（1369年）福宁州被降为福宁县，仍属福州府；成化九年（1473年）被升为福宁直隶州，属布政司。
州属县：宁德县、福安县